# Cinara ferrisi
Cinara ferrisi är en insektsart som först beskrevs av Joseph Swain 1918.  Cinara ferrisi ingår i släktet Cinara och familjen långrörsbladlöss. Inga underarter finns listade i Catalogue of Life.